# ايمانويل لاكروا
ايمانويل لاكروا (بالفرنسية: Emmanuel Lacroix)‏ هو منافس ألعاب قوى فرنسي، ولد في 27 أغسطس 1969.

## روابط خارجية
- ايمانويل لاكروا على موقع Paralympic.org (الإنجليزية)